# Mòng biển Franklin
Mòng Franklin (danh pháp hai phần: Leucophaeus pipixcan) là một loài chim nhỏ trong họ mòng biển (Laridae). Nó sinh sản tại các tỉnh trung ương Canada và các tiểu bang cận kề ở miền bắc Hoa Kỳ; trong khu vực đồng cỏ Canada nó dược gọi là Prairie Dove (bồ câu đồng cỏ). Nó là loài chim di trú, tránh đông tại khu vực Caribe, Peru, Chile và Argentina.
Loài này rất dễ nhận dạng. Bộ lông của chim trưởng thành về mùa hè có màu trắng còn lưng và cánh của nó xám hơn so với các loài mòng biển khác cùng kích thước, ngoại trừ loài mòng biển cười to lớn hơn. Các cánh có chóp màu đen với dải trắng cận kề. Mỏ và chân màu đỏ. Chỏm lông đầu màu đen của chim trưởng thành đang sinh sản bị mất hầu hết trong mùa đông.
Chim non là tương tự như chim trưởng thành nhưng có chỏm lông đầu kém phát triển hơn và không có dải lông cánh màu trắng. Chúng mất 3 năm để phát triển đầy đủ và thuần thục.
Mòng Franklin sinh sản thành bầy gần các hồ trên đồng cỏ. Tổ được làm trên mặt đất hoặc đôi khi trôi nổi trên mặt nước. Chúng đẻ 2-3 trứng và ấp trong khoảng 3 tuần.
Chúng là động vật ăn tạp tương tự như các loài mòng biển khác và chúng sẽ ăn cả thịt thối cũng như tìm kiếm các con mồi nhỏ thích hợp.
Mặc dù mòng Franklin là không phổ biến trên các vùng duyên hải Bắc Mỹ, nhưng nó cũng xuất hiện như là những con chim bay lang thang và hiếm tới tây bắc châu Âu, tây và nam châu Phi, Úc và Nhật Bản, với một ghi nhận duy nhất tại Eilat, Israel năm 2002.
Loài chim này được đặt tên theo nhà thám hiểm Bắc cực là John Franklin (1786-1847).

## Tham khảo

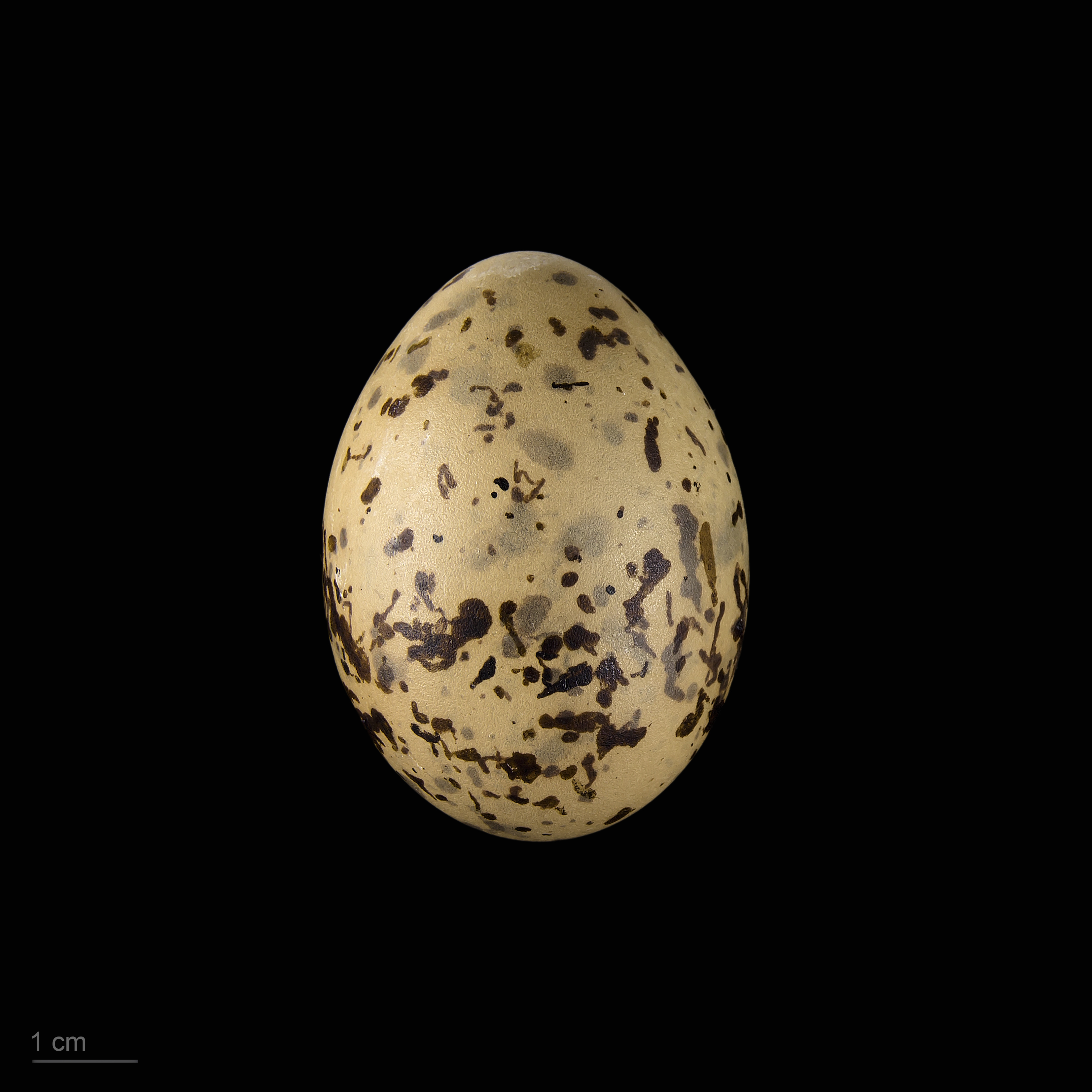
Leucophaeus pipixcan